# Ліонський метрополітен
Ліонський метрополітен (фр. Métro de Lyon) — транспортна система в Ліоні, Франція. Відкритий у 1978 році, складається з 4 ліній, на яких розташовані 44 станції. Загальна довжина ліній становить 32,1 км. Практично всі станції метрополітену в місті є підземними. Потяги в Ліонському метрополітені на комбінованому шинно-рейковій ході.

## Історія
Будівництво ліній А та В розпочато у травні 1973 року. Частина перебудованої лінії С відкрито раніше, але датою відкриття вважають 1978 рік коли відкрито початкові дільниці основних ліній.

## Мережа
Лінії Ліонського метрополітену мають кольорові та літерні позначення:
| Лінія | Колір        | Дата відкриття | Кінцеві зупинки                        |
| ----- | ------------ | -------------- | -------------------------------------- |
| A     | Червоний     | 1978           | «Perrache» — «Vaulx en Velin La Soie»  |
| B     | Синій        | 1978           | «Charpennes» — «Gare d'Oullins»        |
| C     | Помаранчевий | 1974           | «Hôtel de Ville» — «Cuire»             |
| D     | Зелений      | 1991           | «Gare de Vaise» — «Gare de Vénissieux» |

### Лінія A
Лінія А — повністю підземна, сполучає історичний центр міста зі східними районами і з залізничним вокзалом Perrache та перетинає Рону. Складається з 14 станцій та 9,2 км, середня відстань між станціями 715 м. Лінію обслуговують трьохвагонні потяги. Початкову дільницю лінії з 13 станцій відкрито в 1978 році, ще 1 станцію «Vaulx-en-Velin La Soie» відкрито 2 жовтня 2007 року.

### Лінія B
Лінія В — повністю підземна, практично вся проходить на правому березі Рони з півночі на південь крім станції «Gare d'Oullins» що розташована на лівому березі Рони. На лінії знаходиться пересадка на вокзал TGV Part-Dieu. Складається з 10 станцій та 7,7 км, середня відстань між станціями 775 метрів. Лінію обслуговують трьохвагонні потяги. Початкова ділянка лінії з 3 станцій «Charpennes»—"Part Dieu" відкрилася разом з лінією А. Подальше розширення лінії йшло в південному напрямку; на 3 станції 14 вересня 1981 року, ще на 3 станції 4 вересня 2000 та на 1 станцію 11 грудня 2013 року.

### Лінія С
Лінія C — коротка частково підземна лінія, з'єднує центр міста з його північною частиною. До її складу увійшла колишня лінія фунікулера (відкрилася після перебудови 9 грудня 1974 року). Складається з 5 станцій та 2,4 км. Лінію обслуговують двохвагонні потяги що живляться від повітряної контактної мережі, це відрізняє лінію від інших трьох потяги яких живляться від третьої рейки.

### Лінія D
Лінія D — найдовша і глибока, перетинає все місто з північного заходу на південний схід, проходячи і під Роною, і під Соною. Складається з 15 станції та 12,5 км. Лінію обслуговують двохвагонні автоматизовані потяги що рухаються без допомоги машиністів, і це перша автоматизована лінія метро в Леоні. Початкова ділянка лінії «Gorge de Loup»—"Grange Blanche" з 9 станцій відкрилася 9 вересня 1991 року. Після цього лінію розширили у південному напрямку на 4 станції 11 грудня 1992, та у північному на 2 станції 22 квітня 1997 року.

## Режим роботи
Метро відкрито з 5:00 до 0:30 (окрім станції «Кюїр» (Cuire), кінцевої на лінії C, що працює тільки до 21:00).
Інтервали між поїздами становлять 3-6 хвилин на лінії A, 7,5 хвилин на лінії B, 11 хвилин на лінії C та 6-9 хвилин на лінії D. Після 21:00 інтервал становить 11 хвилин на всіх лініях.
Ескалаторами обладнана тільки лінія D, а також пересадкова станція ліній A і B «Шарпен» (Charpennes).

## Галерея

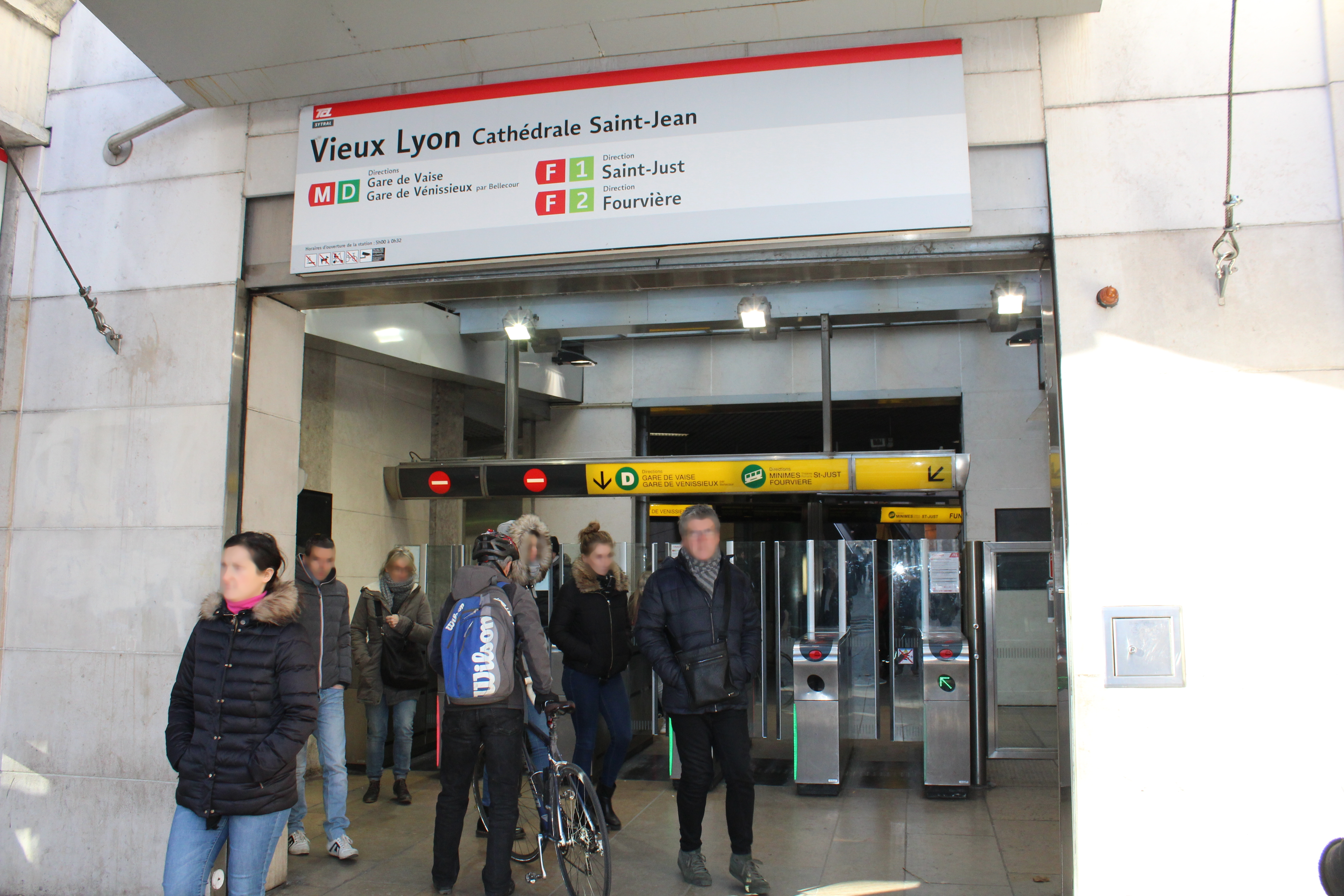
Турнікети на станції «Vieux Lyon»
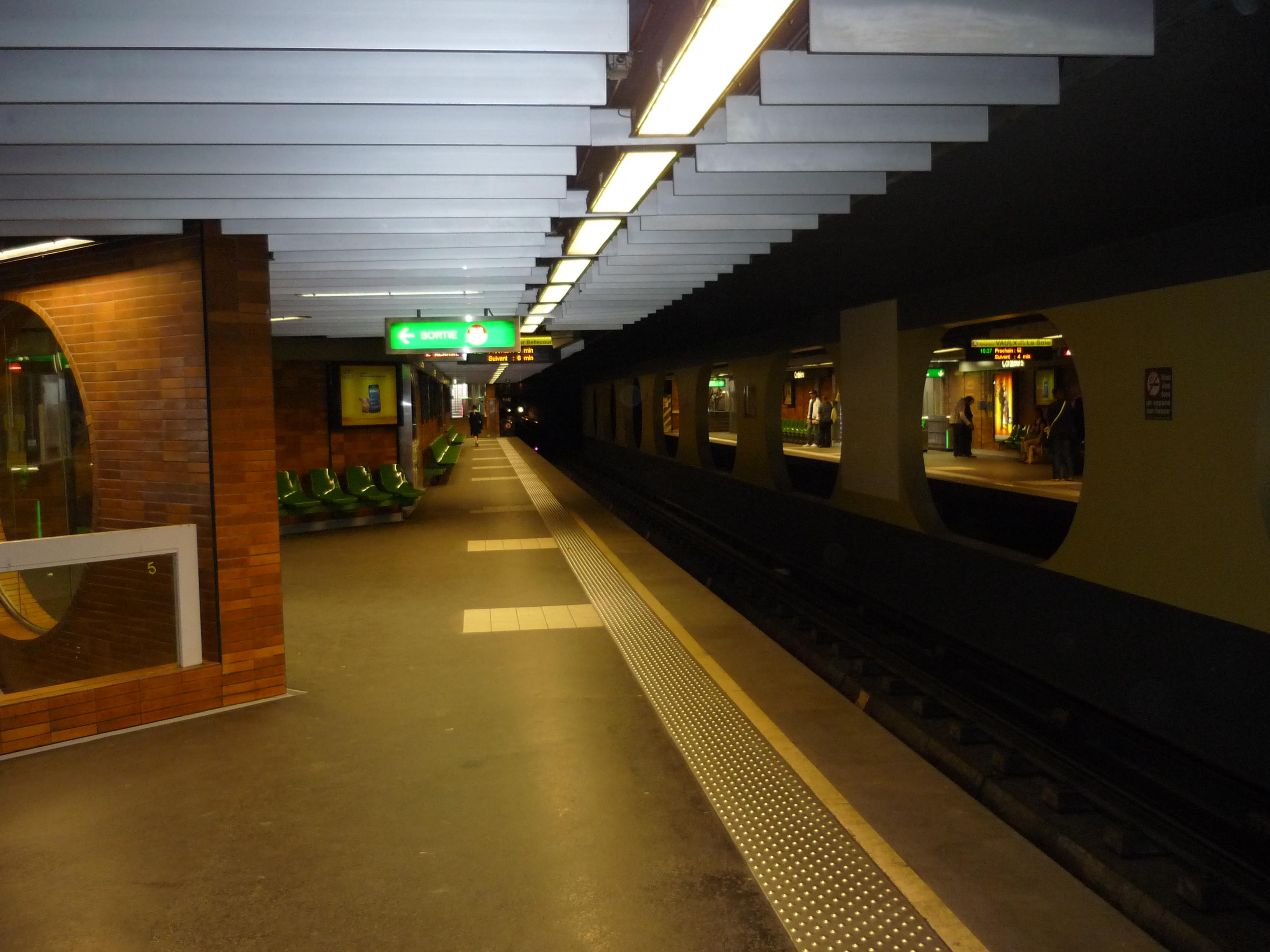
Платформа станції «Cordeliers», Лінія А
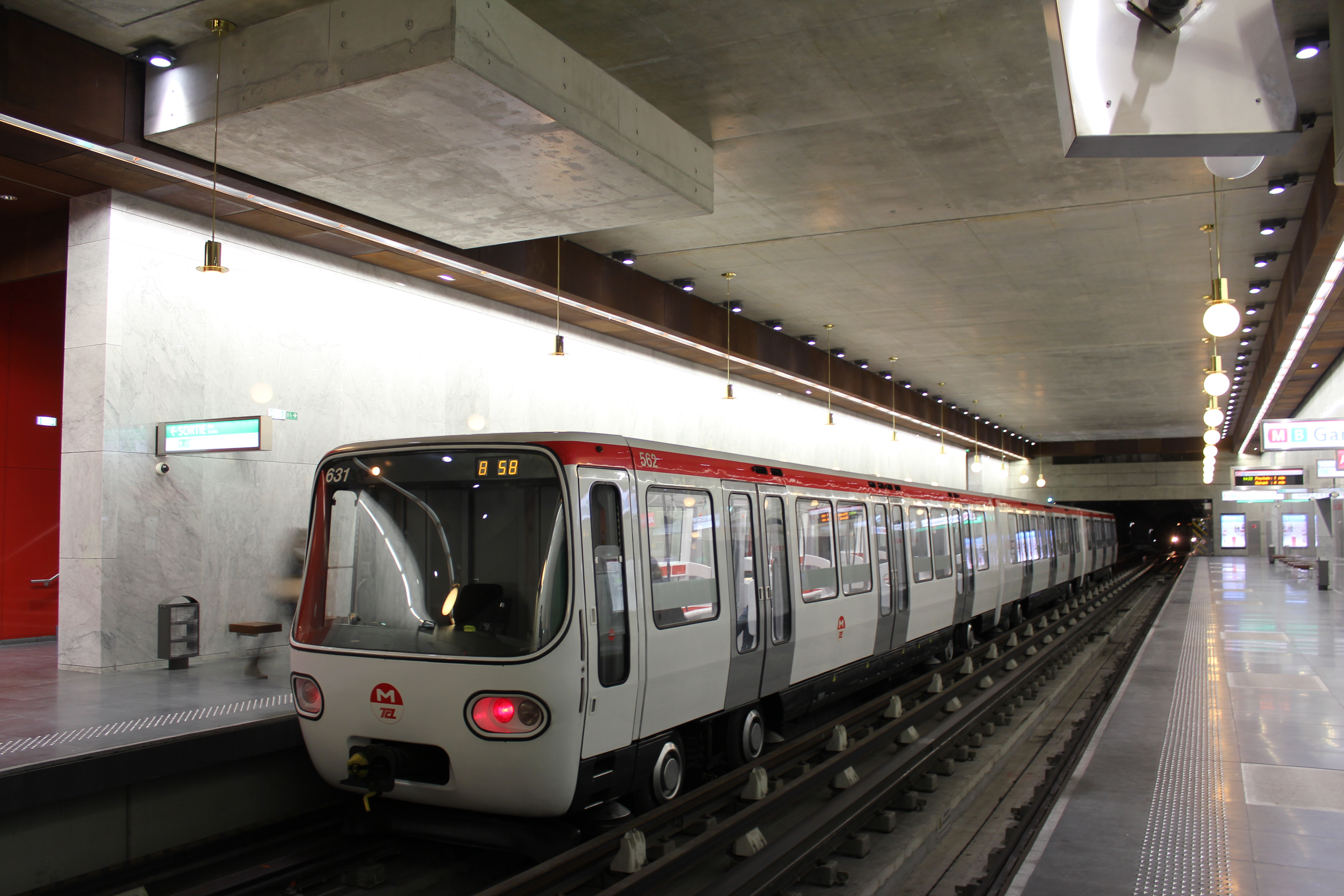
Потяг на Лінії B, станція «Gare Oullins»
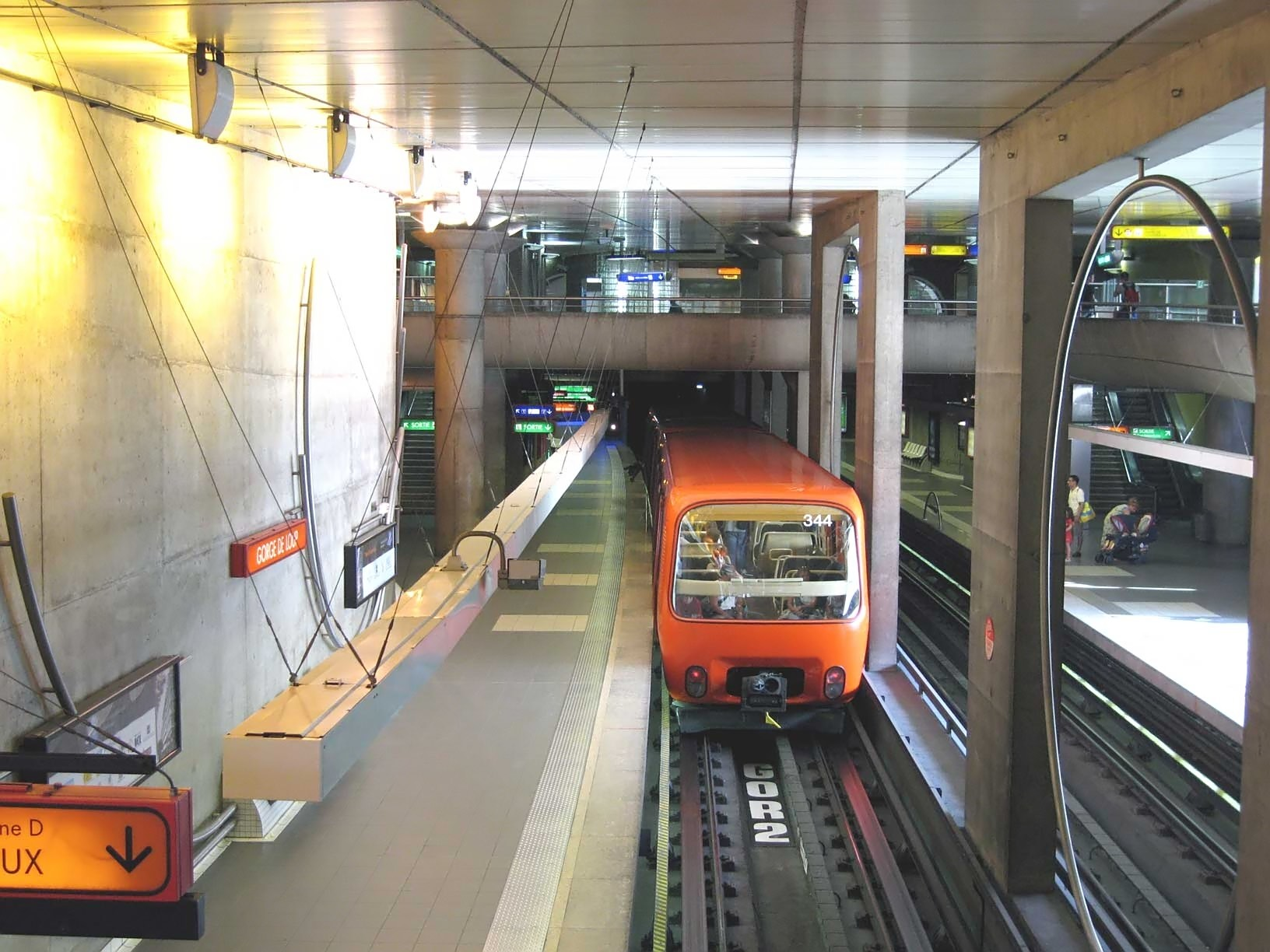
Потяг на Лінії D, станція «Gorge de Loup»